# Desant na Drvar
Desant na Drvar este un film de partizani din 1963 regizat de Fadil Hadžić despre Operațiunea Rösselsprung (în germană Unternehmen Rösselsprung). Rolurile principale au fost interpretate de actorii Ljubiša Samardžić, Pavle Vujisić și Maks Furijan.

## Prezentare
Filmul descrie Operațiunea Rösselsprung - un atac combinat german de la 25 mai 1944 – 3 iulie 1944 împotriva partizanilor iugoslavi, aflați în orașul bosniac Drvar, atunci în Statul Independent al Croației.
Obiectivul principal al operațiunii a fost capturarea statului major al armatei de gherilă și a lui Iosip Broz Tito însuși.

## Distribuție
- Ljubiša Samardžić - Milan
- Pavle Vujisić - Vasina
- Maks Furijan - gen. Rendulic
- Marija Lojk - Lepa, sora lui Milan
- Franek Trefalt - Charlie, corespondent de război american
- Iwo Jakšić - ofițer
- Pero Babić
- Rade Ceko
- Boris Stefanović
- Darko Tatić
- Adam Vedernjak